# استونی ۱۵۴۱
سیارک ۱۵۴۱ (به انگلیسی: 1541 Estonia، نامگذاری:1939CK) هزار و پانصد و چهل و یکمین سیارک کشف شده‌است که در ۱۲ فوریه ۱۹۳۹ کشف شد.
قدر مطلق سیارک برابر ۱۱٫۲۰ است.